# Лукомский, Павел Евгеньевич
Па́вел Евге́ньевич Луко́мский (11 [23] июля 1899, м. Суворовский Штаб [ныне Гродненская область, Белоруссия] — 8 апреля 1974, Москва) — советский терапевт и кардиолог, педагог. Академик АМН СССР (1963). Член КПСС с 1957 года. Участвовал в попытках реанимации Сталина в последние дни его жизни.

## Биография

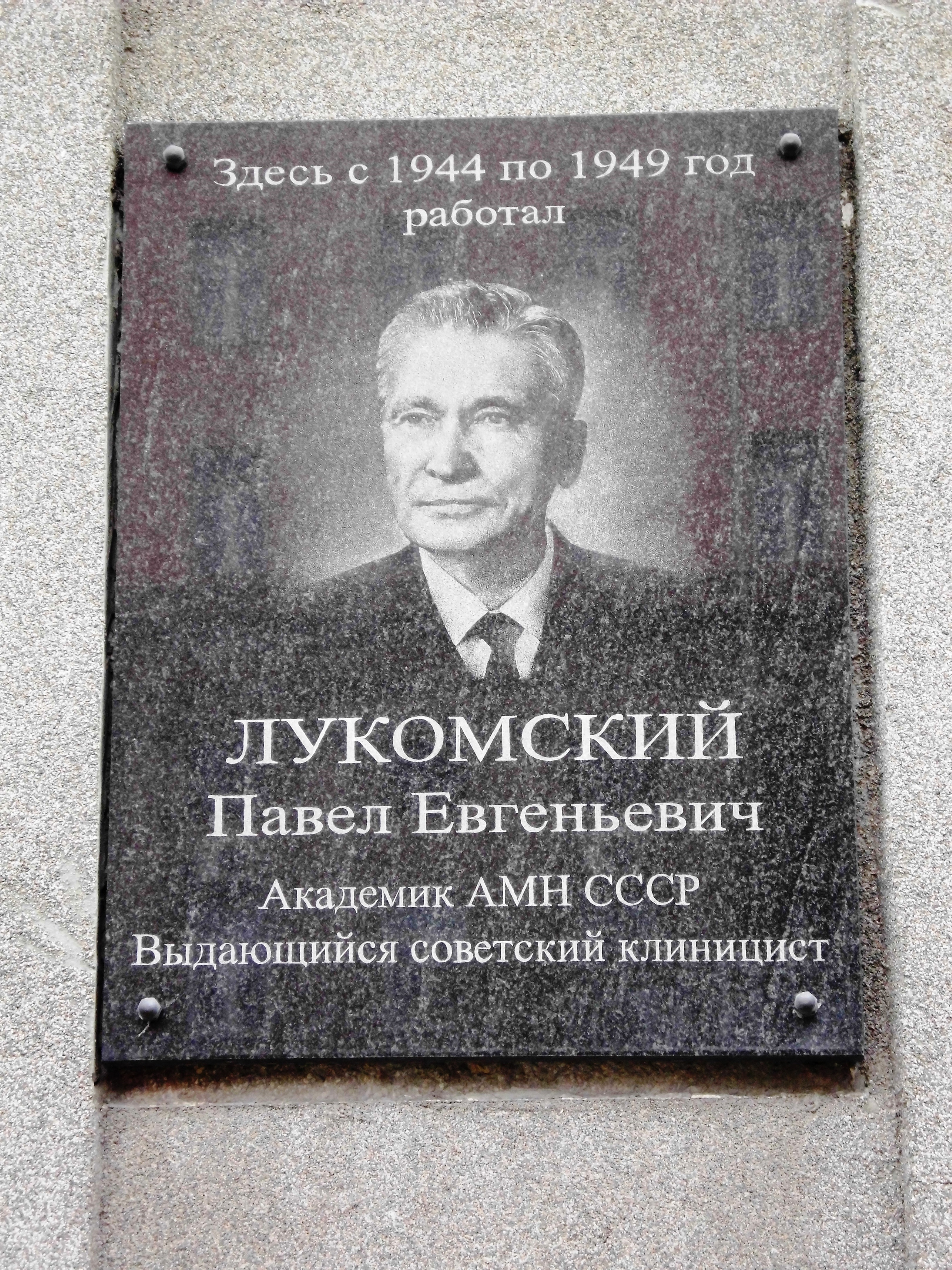
Памятная табличка у главного входа в поликлинику дорожной клинической больницы ЮУЖД на станции Челябинск

В 1923 году окончил медицинский факультет МГУ. В 1941—1949 годах профессор 1-го Московского и Челябинского медицинского институтов, в 1949—1953 годах заведующий кафедрой факультетской терапии и с 1953 года госпитальной терапии 2-го Московского медицинского института.
Уже его первая научная публикация была посвящена прижизненной диагностике коронарного тромбоза у человека. Примечательно и то, что его последняя работа, опубликованная в январе 1974 года, также посвящена острому инфаркту миокарда. В течение многих лет П.Лукомский был общепризнанным авторитетом в области лечения больных этим заболеванием. На базе клиники, руководимой П. Е. Лукомским, был создан один из первых в стране блок интенсивной терапии для больных острым инфарктом миокарда, в котором разработаны методы диагностики и лечения, многие из которых не утратили значения до настоящего времени, прежде всего антиаритмическая и тромболитическая терапия. Из клиники П. Е. Лукомского вышли первые в СССР работы по применению периферических вазодилататоров, баллонной внутриаортальной контрпульсации при инфаркте миокарда и его осложнениях. Научные исследования, посвященные роли нарушений гемостаза и реологических свойств крови при ИБС, сформировались в научное направление клиники.
В конце 50-х — начале 60-х годов П. Е. Лукомский активно изучал вопросы дифференциальной диагностики основных форм коронарной болезни (стенокардии, мелко- и крупноочагового инфаркта миокарда). Эти исследования способствовали внедрению в клиническую практику методов определения ряда биохимических показателей, прежде всего активности энзимов. Особое значение он придавал выделению мелкоочагового инфаркта миокарда, считая, что это состояние имеет серьёзные патогенетические отличия. Эти представления созвучны таким современным понятиям как «инфаркт миокарда без подъемов сегмента ST», «инфаркт миокарда без патологического зубца Q».

## Вклад в науку
Значителен вклад П. Е. Лукомского в изучение и систематизацию представлений об инфаркте миокарда и его основных осложнениях — кардиогенном шоке, нарушениях ритма и проводимости. Ещё в 50-е годы XX века Павел Евгеньевич подчеркивал значение своевременного распознавания продромальных симптомов острого инфаркта миокарда, что получило развитие в более поздних исследованиях нестабильной стенокардии. Он был также одним из пионеров применения при прединфарктном синдроме антитромботической терапии. П. Е. Лукомский придавал большое значение исследованию метаболизма миокарда, искал пути воздействия на сократительную способность поврежденного миокарда. Он первым применил комплекс стимуляторов синтеза нуклеиновых кислот при лечении больных острым инфарктом миокарда.
Многие работы П. Е. Лукомского были посвящены изучению патогенеза коронарного атеросклероза. В них он полностью разделял взгляды Н. Н. Аничкова на атеросклероз как болезнь обмена липидов. В клинике велось систематическое изучение препаратов, оказывающих гипохолестеринемическое действие. Эти работы перекликались с исследованиями антиангинальных препаратов. Так, впервые в СССР в клинике была установлена эффективность пропранолола и верапамила при стенокардии.
В исследованиях проблемы хронической сердечной недостаточности особое внимание П. Е. Лукомский уделял нарушениям водно-электролитного обмена и применению новых диуретических средств с различными механизмами действия. В его клинике был внедрён в практику диуретический препарат фуросемид, позволивший совершить переворот в лечении застойной сердечной недостаточности, обеспечив страдающим ею больным невозможное ранее улучшение качества жизни.
Ещё одним направлением, активно разрабатывавшимся сотрудниками клиники, было изучение аритмий сердца. Начало этим исследованиям было положено Павлом Евгеньевичем в конце 30-х годов XX века в его работах, посвященных воспроизведению желудочковых нарушений ритма. Позднее эта тема была развернута в монографии «Электрокардиограмма при заболеваниях миокарда». Клиника П. Е. Лукомского в течение ряда лет была методическим центром по антиаритмической терапии.
Будучи блестящим клиницистом, Павел Евгеньевич придавал огромное значение развитию современных инструментальных методов исследования сердечно-сосудистой системы. Работы клиники во многом способствовали широкому внедрению в практику графических методов исследования, в первую очередь фонокардиографии. П. Е. Лукомский одним из первых клиницистов-терапевтов понял перспективы, которые раскрывает использование методов радиоизотопной диагностики. Эти методы применялись его сотрудниками для исследования центральной и периферической гемодинамики, водного и электролитного обмена, функционального состояния внутренних органов. В клинике впервые в СССР стали широко использоваться методы разведения красителя для исследования центральной гемодинамики.
П. Е. Лукомский также активно занимался научно-издательской деятельностью. Он приобрел большой опыт редакторской работы, будучи редактором 1-го тома многотомного «Руководства по внутренним болезням», членом редколлегий журналов «Терапевтический архив», «Советская медицина», «Соr et Vasа», членом международной редакции журнала «American Неаrt Journal». Особенно полно его талант организатора и редактора проявился на посту главного редактора журнала «Кардиология». П. Е. Лукомского отличала высокая принципиальность при отборе статей для публикации в журнале.
Павел Евгеньевич был одним из организаторов и первым председателем Всесоюзного кардиологического научного общества, руководил работой I и II Всесоюзных съездов кардиологов (1966, 1973 годы). Находясь во главе Всесоюзного кардиологического научного общества, он способствовал развитию наиболее современных направлений в кардиологии. Одной из важнейших задач Всесоюзного научного кардиологического общества Павел Евгеньевич считал объединение усилий специалистов различного профиля для решения наиболее актуальных проблем кардиологии. Так, он явился инициатором созыва специальной научной конференции, на которой впервые был поставлен вопрос о необходимости развития в нашей стране хирургического лечения коронарного атеросклероза.
В течение ряда лет П. Е. Лукомский был главным терапевтом Минздрава СССР, председателем Научного совета по сердечно-сосудистым заболеваниям при АМН СССР, членом правления Всесоюзного научного общества терапевтов. Занимая многочисленные посты в редакциях, Академии медицинских наук, в Минздраве СССР, он не снижал требовательности к себе и тем, кто работал с ним в этих учреждениях.
В начале 1970-х годов подписал открытое письмо академиков АМН СССР, осуждающее деятельность А. Д. Сахарова.

## Зарубежные контакты
П. Е. Лукомский много раз представлял советскую науку на европейских и всемирных конгрессах кардиологов. Он был знаком с крупнейшими кардиологами мира, личные контакты с которыми во многом способствовали налаживанию международного научного сотрудничества. П. Е. Лукомский был избран членом-корреспондентом Французского кардиологического общества, почётным членом Кардиологического и Ангиологического общества ГДР, Польского кардиологического общества, Югославского кардиологического общества и Американской ассоциации сердца. Он многое сделал для укрепления авторитета советской кардиологии на международной арене.

## Ученики
- Люсов Виктор Алексеевич — доктор медицинских наук, профессор, академик РАЕН, академик лазерной академии наук, заведующий кафедрой госпитальной терапии № 1 РГМУ, лауреата государственной премии России, заслуженный деятель науки России.
- Грацианский Николай Андреевич — доктор медицинских наук, профессор, руководитель лаборатории клинической кардиологии НИИ физико-химической медицины.
- Сидоренко Борис Алексеевич — заместитель главного кардиолога ГМУ УДП РФ, доктор медицинских наук, профессор, заведующий кафедрой кардиологии Учебно-научного центра УДП РФ, научный руководитель ЦКБ УДП РФ.
- Белоусов Юрий Борисович — заведующий кафедрой клинической фармакологии лечебного и педиатрического факультетов РГМУ, главный клинический фармаколог Росздравнадзора. Доктор медицинских наук, профессор, член-корреспондент РАМН.
- Бритов Анатолий Николаевич — доктор медицинских наук, профессор.
- Барт Борис Яковлевич — доктор медицинских наук, профессор, заведующий кафедрой поликлинической терапии РГМУ.
- Корочкин Иван Михайлович — доктор медицинских наук, профессор, заведующий кафедрой факультетской терапией педиатрического факультета.
- Мартынов Анатолий Иванович — доктор медицинских наук, профессор, академик РАМН, заведующий кафедрой в МГМСУ.

## Награды
- Герой Социалистического Труда (17.02.1969)[2]
- Два ордена Ленина (27.10.1953; 17.02.1969)
- Орден Трудового Красного Знамени (08.12.1959)
- Медали
- Заслуженный деятель науки РСФСР (1967)
- Лауреат Государственной премии СССР (1969)